# Азербайджанский медицинский университет
Азербайджанский медицинский университет (азерб. Azərbaycan Tibb Universiteti) — один из крупных государственных вузов Азербайджана.

## История
Начало подготовки медицинских кадров высшей квалификации в Азербайджане было положено в сентябре 1919 года. Решением Парламента Азербайджанской Демократической Республики был учрежден Бакинский государственный университет в составе четырёх факультетов, в том числе медицинского. В короткое время была организована Специальная подготовительная комиссия под руководством видного хирурга профессора В. И. Разумовского. В августе того же года были проведены вступительные экзамены и так был набран первый класс студентов — будущих врачей.
Ведущую роль в развитии Института сыграли ученые — профессора: И. Широкогоров, С. Давиденков, Ф. Н. Ильин, Л. Левин, Н. Ушинский, К. Малиновский и другие. Первые 30 студентов, получивших благородное звание врача, были выпущены в 1922 году. Среди них были также две молодые азербайджанские женщины: Адиля ханум Шахтахтинская, впоследствии первый доктор наук, профессор и Джейран ханум Султанова — в будущем известный практикующий врач. Из стен института выходят первые национальные научно-педагогические кадры: М. Миркасимов, М. А. Топчибашев, А. М. Алиев, И. М. Исмаил-заде и многие другие.
С первых дней работы института государством принимается решение организовать сектор с преподаванием на азербайджанском языке. К этому времени создаются новые кафедры, издаются первые учебники и руководства на национальном языке, по которым обучались тысячи азербайджанских юношей и девушек.
Значительным шагом в развитии системы подготовки врачебных и научных медицинских кадров явилось Постановление Совета Народных Комиссаров Азербайджанской ССР от 9 мая 1930 года № 287/99 о реорганизации медицинского факультета Бакинского университета в самостоятельный медицинский институт с двумя факультетами: лечебно-профилактическим и санитарно-гигиеническим.
Первым ректором медицинского института был М. Н. Кадырли (1930 г.).
Медицинский институт не прекращал свою работу и в годы Великой Отечественной войны. Институт готовил врачей для фронта, а также оказывал большую практическую помощь эвакуационным госпиталям. За 1941—1944 годы институт подготовил 2082 врача.
29 апреля 1957 года стало исторической датой для Азербайджанского медицинского института. Указом Президиума Верховного Совета Азербайджанской ССР медицинскому институту было присвоено имя общественного деятеля, врача и писателя Наримана Нариманова. Вся дальнейшая деятельность института была связана с его именем.
С 1992 по 2016 годы, во главе Азербайджанского медицинского университета стоял лауреат Государственной премии, действительный член Польской академии наук, член Ассоциации всемирных онкологов и Европейской ассоциации восстановительной хирургии, заслуженный деятель науки, доктор медицинских наук, действительный член Национальной академии наук Азербайджана, профессор А. Т. Амирасланов. В 2016 году новым ректором университета был назначен Герай Герайбейли, главный психиатр Азербайджанской Республики. 
Осенью 2013 года состоялось открытие Учебно-хирургической клиники университета.

### Известные профессора и преподаватели
- Абаскулиев, Ахмед Алибаба оглы - главный психиатр Азербайджанской ССР

## Структура
В университете учатся более 8 тысяч студентов. В АМУ 7 учебных корпусов, 6 факультетов и 75 кафедр. До 2011 года в АМУ был также 7-й факультет — педиатрический. Но с 2011—2012 учебного года он был упразднён и присоединён к лечебному факультету. На 75 кафедрах университета работают 2 академика, 1 член-корреспондент, 15 заслуженных деятелей науки, 21 заслуженный врач, 118 профессоров, 248 доцентов, 513 ассистентов, 212 преподавателей по различным специальностям, 142 доктора и 692 кандидата наук. Ежегодно в университет поступает на различные факультеты (лечебное дело — 6 лет, стоматология — 5 лет, медико-биологический факультет — 5 лет, медико-профилактический факультет — 6 лет, военно-медицинский факультет — 5 лет, фармацевтический факультет — 4 года — бакалавр, магистратура — 2 года, фельдшер — 2 года) 1200 студентов. Среди них 60 иностранцев из стран Азии, Африки, Латинской Америки. Для проживания студентов и аспирантов во время обучения имеются 8 корпусов общежитий, которые способны предоставить жильё всем иногородним. К услугам студентов спортивный комплекс с бассейном, тренажерными залами и множеством различных спортивных секций. Библиотека университета насчитывает около 800000 учебной и научной литературы. В настоящее время университет располагает базой отдыха «Табиб» на берегу Каспийского моря в селе Набрань.
Здесь также имеются анатомические музеи, клинические базы (онкология, терапевтика, стоматология).

## Факультеты
- лечебный I
- лечебный II
- стоматологический
- фармацевтический
- общественное здравоохранение
- военно-медицинский (с 2000 года)[6]

## Внешние связи
Зимой 2013 года было принято решение об учреждении Инновационного мультидисциплинарного центра для развития виртуальных лабораторий в биологии и медицине. В проекте участвуют Тбилисский государственный университет, Вуллонгонгский университет, Университет Л’Акуила (Италия), Брестский университет (Франция), Грузинский университет имени Давида Агмашенебели, Бакинский государственный университет, Одесский национальный университет, Львовский национальный университет.
Весной 2017 года руководители Азербайджанского медицинского университета (АМУ) и Университета Коч (Турецкая республика) подписали меморандум о сотрудничестве. Одним из главных пунктов меморандума являлось согласие на взаимообмен врачами, а также резидентами.
Осенью 2018 года было проведено мероприятие, посвящённое юбилею (столетие) Астраханского  государственного медицинского университета. Было заключено соглашение о сотрудничестве в сфере здравоохранения, а также высшего образования.

## Ректоры
| №  | ФИО                 | Срок полномочий    |
| -- | ------------------- | ------------------ |
| 1  | Мовсум Кадырли      | 1930—1931          |
| 2  | Надир Мамедли       | 1931—1932          |
| 3  | А. М. Алиев         | 1932—1934          |
| 4  | М. Д. Гусейнов      | 1934—1935          |
| 5  | Азиз Алиев          | 1935—1938          |
| 6  | М. А. Алиев         | 1938—1942          |
| 7  | З. М. Мамедов       | 1943—1946          |
| 8  | Б. А. Эйвазов       | 1946—1964          |
| 9  | Х. Гасанов          | 1964—1968          |
| 10 | Б. Меджидов         | 1968—1972          |
| 11 | Гулиева З. Т.       | 1972—1983          |
| 11 | З. Д. Мамедов       | 1983—1992          |
| 12 | Ахлиман Амирасланов | 1992—2015          |
| 13 | Герай Герайбейли    | 2015 — в должности |

## Почетные доктора
- Ихсан Дограмаджи — председатель ректората турецкого университета, педиатр
- Харман ван Усон — главный врач Кёльнской университетской больницы
- Джавад Хеят — профессор Тебризского медицинского университета
- Анвар Хасаноглу — ректор Университета Гази
- Мустафа Галами — спикер Парламента Турецкой Республики, врач-уролог
- Т.Г. Гибредзе — заведующий кафедрой Института экспериментальной морфологии Республики Грузия
- Эртан Демирташ — руководитель Военной медицинской академии им. Гулхане центра кардиологии[11], контр-адмирал
- Ибрагим Йилдирим — проректор по международным отношениям Стамбульского университета, заведующий отделом пластической хирургии медицинского факультета
- Андреас Д. Эберт — директор госпиталя акушерства и гинекологии им. Вивандес Гумбольдта в Федеративной Республике Германии.